# Détecteur de radar Naxos
Pour les articles homonymes, voir Naxos (homonymie).

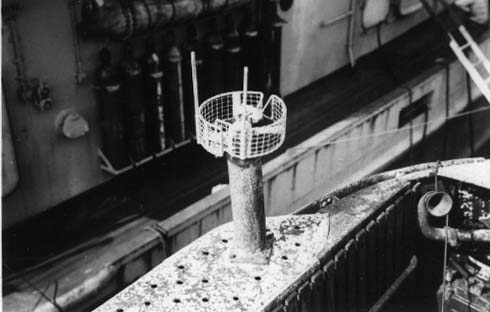
Antenne BALI, pour le détecteur Naxos, montée sur le U-505.

Le détecteur de radar Naxos, ou FuG 350 Naxos, est un appareil de détection des émissions radar de bande S (10 cm/3 GHz) mis au point durant la Seconde Guerre mondiale par les Allemands. Sa conception a été rendue possible quand l'armée allemande a pu récupérer un radar H2S et son magnétron à cavité après l'écrasement d'un bombardier britannique lors d'un raid sur Cologne les 2 et 3 février 1943. À partir de l'étude des composantes, Telefunken a pu construire un récepteur simple à courte portée appelé Naxos, et une version plus complexe avec une plus grande portée et une meilleure précision appelé Korfu.

## Utilisation
Deux types différents de Naxos ont été produits. Le Naxos Z était un détecteur développé pour les chasseurs de nuit que l'on installait sous un radôme sur le cockpit. Il permettait de capter l'émission des radars H2S des bombardiers britanniques. La version ZR était montée sur la queue des chasseurs de nuit pour les aviser de l'approche des chasseurs de nuit De Havilland Mosquito de la RAF qui utilisaient des radars différents (AI Mk.IV)
Une version appelée Naxos U, ou FuMB7, a été livrée aux sous-marins U-boote pour leur permettre d'échapper aux patrouilles aériennes et aux défenses côtières,. Mais, à l'époque où ils en furent dotés, les U-Boots étaient sur la défensive et le Naxos leur fut de peu d'utilité. De plus, les radars de défense côtière britanniques passèrent de la longueur d'onde d'émission de 10 cm à celle de 3 cm à peu près au moment où les sous-marins allemands reçurent leurs détecteurs. De ce fait, la version plus sophistiquée introduite à peu près à ce moment, le Korfu, fut peu utilisée.

## Défauts
Le système Naxos a été sujet à de nombreux bris dans les rudes conditions où il se trouvait employé. La solution de ces problèmes fut difficile.

## Dans la culture populaire
Le Naxos est présent dans la deuxième mission du jeu Medal of Honor et doit être détruit par le protagoniste.